# Joseph F. Keithley
Joseph Faber Keithley (* 3. August 1915 in Peoria, Illinois; † 1. Oktober 1999 in Cleveland, Ohio) war ein US-amerikanischer Unternehmer und Gründer des Unternehmens Keithley Instruments.
Joseph F. Keithleys Eltern waren Giles E. und Elizabeth F. Keithley. Er erwarb am MIT 1937 seinen Bachelor und im folgenden Jahr seinen Master of Science. 1938 bis 1940 war er technischer Mitarbeiter bei den Bell Telephone Laboratories in New York. 1940 wurde er Ingenieur am Naval Ordnance Lab in Washington, D.C. Nachdem er dort eine Abschussvorrichtung für Unterwasserminen erfunden hatte, erhielt er 1945 den  U.S. Navy’s Distinguished Civilian Service Award. Nach dem Zweiten Weltkrieg ging er zu den Massa Labs bei Cleveland.
1946 gründete er Keithley Instruments in Cleveland. Er mietete eine kleine Werkstatt zu monatlich $ 8,50, wo er einen Kleinsignalverstärker Phantom Repeater produzierte. Das Elektrometer, das er als Nächstes baute, gab den Ausschlag für den Erfolg des Unternehmens. Die Firma zog später nach Solon, Ohio, um.
Mit seiner Frau Nancy hatte er drei Kinder.
Er erhielt eine Vielzahl von Auszeichnungen.